# 26 mai dans les chemins de fer
26 avril 26 juin
Chronologies thématiques
- Croisades
- Sports
- Disney

Cette page concerne les événements qui se sont déroulés un 26 mai dans les chemins de fer.

## Événements

### XIXesiècle
- 1898. France : mise en service du Tramway d'Elbeuf.

### XXesiècle
- 1974. Italie : mise en service des TEE_Aurora, Ambrosiano et Settebello.

### XXIesiècle
- 2001. France : la SNCF établit le record d'endurance ferroviaire entre Calais et Marseille avec 1067,2 km parcourus en 3 heures et 29 minutes avec la rame TGV Réseau n° 531 et le record des 1000 km en 3 h 09 min à la vitesse moyenne de 317,46 km. Ce record est effectué à l'occasion de l'inauguration de la LGV Méditerranée.
- 2006. Allemagne : la nouvelle Berlin Hauptbahnhof, c'est-à-dire gare centrale de Berlin, a été inaugurée et est entrée en service deux jours plus tard. Cette immense gare à l'architecture novatrice a coûté 700 millions d'euros.